# Calle John Kennedy (Belgrado)
La Calle John Kennedy (en serbio: Улица Џона Кенедија) se encuentra en Nuevo Belgrado, uno de los 17 municipios que forman la ciudad de Belgrado, la capital del país europeo de Serbia. Se extiende desde el bulevar Nikola Tesla hasta la calle Tošin Bunar, y su longitud es de 1453 metros. Lleva ese nombre en honor del presidente de EE. UU. John F. Kennedy (1917-1963).